# Androlymnia emarginata
Androlymnia emarginata är en fjärilsart som beskrevs av George Francis Hampson 1891. Androlymnia emarginata ingår i släktet Androlymnia och familjen nattflyn. Inga underarter finns listade i Catalogue of Life.